# Šipon
Šipon (tudi furmint) je bela sorta vinske trte in istoimensko vino, ki je različne kakovosti, od namizne do vrhunske. Trta je ime furmint je dobila po žitno-zlati barvi vina. V Sloveniji je pogosteje uporabljano ime šipon, izhajalo pa naj bi iz napoleonovih časov, ko naj bi vino oficirji hvalili z besedami »Si bon«. Izvor trte je neznan, nekateri domnevajo, da je domovina šipona južna Italija, drugi, da je okolica Srema, Slovaška, Madžarska oziroma črnomorska regija. Trta obrodi pozno in se večinoma obira v drugi polovici oktobra. V največji meri je vzgajana na območju Madžarske, kjer iz nje pridelujejo sortno vino oziroma v prevladujočem deležu (okrog 70 %) sestavlja najbolj znano slovaško in madžarsko vino tokaj. Trta je vzgajana tudi na Slovaškem, v Avstriji (kot mosler), na Hrvaškem. v Romuniji in v bivših republikah Sovjetske zveze.
Grozd šipona je srednje velik do velik, podolgovat in pogosto vejnat. Srednje velike jagode so rahlo eliptične, zelenkasto rumene barve in imajo debelo kožico. List je velik trodelen ali celo cel in okroglast, temnozelene barve ima pa značilno kosmato spodnjo stran.
V Sloveniji najbolje uspeva v ljutomersko ormoških goricah. Poleg sortne različice se pojavlja še v različnih zvrsteh: mariborčan, haložan, ritoznojčan, janževec, itd. Na Slovenskem šipon ne dosega visoke alkoholne stopnje, ima pa nekoliko bolj visoko stopnjo kisline.